# Ninowka (obwód biełgorodzki)
Ninowka (ros. Ниновка) – wieś (sieło) w Rosji, w obwodzie biełgorodzkim, w rejonie nowooskolskim. W 2010 liczyła 959 mieszkańców.